# Artemis (Mondkrater)
Artemis ist ein kleiner Einschlagkrater im Mare Imbrium. Krater dieser Größe bilden meist schüsselförmige Aushöhlungen in der Mondoberfläche. Artemis liegt etwa in der Mitte zwischen dem Krater Euler im Westen und dem Krater Lambert im Osten. Wenige Kilometer südöstlich liegt der noch kleinere Krater Verne.
Die namentliche Bezeichnung geht auf eine ursprünglich inoffizielle Bezeichnung auf Blatt 40A4/S1 der Topophotomap-Kartenserie der NASA zurück, die von der IAU 1976 übernommen wurde.